# Elk Franke
Elk Franke (* 23. Juni 1942 in Schweidnitz, Provinz Niederschlesien) ist ein deutscher Sportwissenschaftler und Hochschullehrer.

## Leben
Franke besuchte die Schule in Oranienburg und verließ die Deutsche Demokratische Republik mit seiner Familie kurz vor dem Bau der Berliner Mauer. In Darmstadt schloss er seine Schulbildung mit der Hochschulreife ab, gefolgt von einem Lehramtsstudium in den Fächern Geschichte, Politik und Sport, welches er an der Johannes Gutenberg-Universität Mainz sowie an der Freien Universität Berlin absolvierte. An der Ruprecht-Karls-Universität Heidelberg und an der Universität Karlsruhe studierte er anschließend Philosophie, Soziologie und Erziehungswissenschaft. 1977 schloss er in Karlsruhe bei Hans Lenk seine Doktorarbeit zum Thema „Theorie und Bedeutung sportlicher Handlungen. Voraussetzungen und Möglichkeiten einer Sporttheorie aus handlungstheoretischer Sicht“ ab.
Von 1980 bis 1995 hatte Franke an der Universität Osnabrück eine Professur für Sport und Gesellschaft inne. In dieser Zeit war er zwischen 1989 und 1991 zudem Vorsitzender der Deutschen Vereinigung für Sportwissenschaft. 1995 trat er an der Humboldt-Universität zu Berlin eine Professorenstelle für Pädagogik und Philosophie des Sports an und blieb bis 2009 im Amt. Zwischen 2010 und 2013 war Franke an der Universität Bremen als Gastprofessor im Fachbereich Kulturwissenschaften tätig.
Franke war Mitglied des Ethikrats für sportwissenschaftliche Forschung und bei der Deutschen Forschungsgemeinschaft Sondergutachter für Sportphilosophie. Die Deutsche Vereinigung für Sportwissenschaft zeichnete ihn 2008 mit der Goldenen Ehrennadel aus.
Zu seinen Arbeitsschwerpunkten gehören Ethik und Ästhetik des Sports, Handlungstheorie, Bildungstheorie des Sports, die Rolle des Trainers im Sport, die Themenbereiche „Sport und Gesundheit“ sowie „Sport und Freizeit“ und Doping. Des Weiteren befasste sich Franke mit sportgeschichtlichen Themen wie der „Frühgeschichte der Sportvereinigung Dynamo“ und dem deutschen Sport nach 1945. Er setzte sich mit der Frage „Der Sport – die Religion des 20. Jahrhunderts?“ auseinander.

## Schriften (Auswahl)
- Theorie und Bedeutung sportlicher Handlungen. Voraussetzungen und Möglichkeiten einer Sporttheorie aus handlungstheoretischer Sicht (= Beiträge zur Lehre und Forschung im Sport. Bd. 67). Hofmann, Schorndorf 1978.